# Krajenka (gromada)
Krajenka (do 31 XII 1968 Dolnik) – dawna gromada, czyli najmniejsza jednostka podziału terytorialnego Polskiej Rzeczypospolitej Ludowej w latach 1954–1972.
Gromady, z gromadzkimi radami narodowymi (GRN) jako organami władzy najniższego stopnia na wsi, funkcjonowały od reformy reorganizującej administrację wiejską przeprowadzonej jesienią 1954 do momentu ich zniesienia z dniem 1 stycznia 1973, tym samym wypierając organizację gminną w latach 1954–1972.
Gromadę Krajenka z siedzibą GRN w mieście Krajence (nie wchodzącym w jej skład) utworzono 1 stycznia 1969 w powiecie złotowskim w woj. koszalińskim w związku z przeniesieniem siedziby GRN gromady Dolnik z Dolnika do Krajenki i zmianą nazwy jednostki na gromada Krajenka.
W 1969 roku gromadą zarządzało 25 członków gromadzkiej rady narodowej.
31 grudnia 1971 do gromady Krajenka włączono obszar zniesionej gromady Śmiardowo Krajeńskie w tymże powiecie.
Gromada przetrwała do końca 1972 roku, czyli do kolejnej reformy gminnej. 1 stycznia 1973 w powiecie złotowskim reaktywowano zniesioną w 1954 roku gminę Krajenka.